# クック・オブ・ザ・ハウス
クック・オブ・ザ・ハウス (Cook Of The House) は、1976年にポール・マッカートニー&ウイングスが発表した楽曲。ウイングスの曲では唯一、リンダ・マッカートニーがリードヴォーカルを担当している。
『スピード・オブ・サウンド』の7曲目で、「心のラヴ・ソング」に続いて収録されている。オーストラリアツアー中、滞在していた家のキッチンでポールが作曲した。曲中でポールは、冒頭の台詞とバックに顔を出している。オールドロックンロール調で、曲前後にある、肉を焼いたり揚げ物をするような音は、実際にリンダが調理しているところ。1979年の英国ツアーで披露されているが、2019年現在、このライヴについて公式な音源は未公表である。
ところで特筆すべきことに、ポールが弾いているウッドベースは、エルヴィス・プレスリーの「ハートブレイク・ホテル」においてビル・ブラックがバックで弾いていたものである。これをリンダからプレゼントされたお礼に、ポールはこの曲を贈った。